# 梅田寛一
梅田 寛一（うめだ かんいち、1877年11月10日 - 1955年11月10日）は、日本の政治家。衆議院議員（1期）。

## 経歴
広島県出身。1905年、日本大学法律科卒。鞆町議、沼隈郡議、広島県議、同参事会員、広島県水産組合副組合長、讃岐電気軌道(株)取締役となる。
1924年の第15回衆議院議員総選挙において広島13区から政友本党公認で立候補して当選した。のち立憲政友会に移り、衆議院議員を1期務めた。1928年の第16回衆議院議員総選挙には立候補しなかった。1955年死去。